# Thylacosmilus

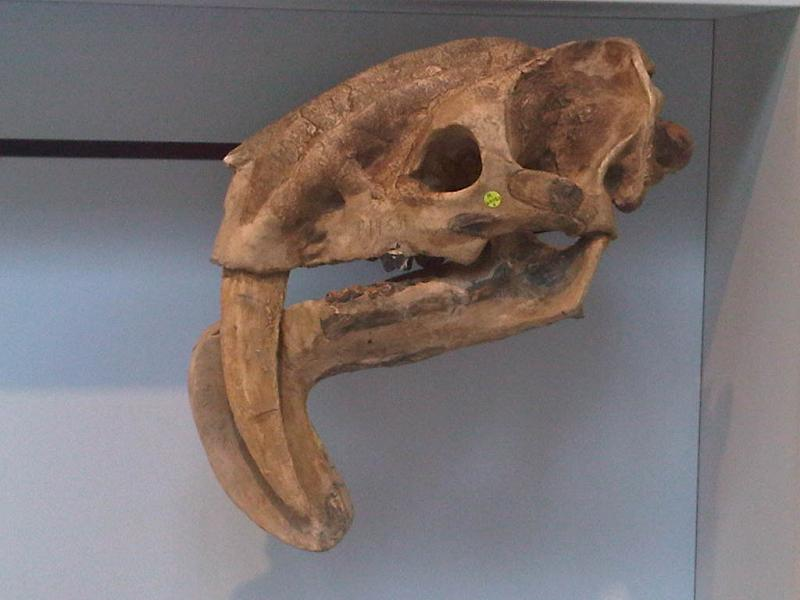
Thylacosmilus koponya

A Thylacosmilus egykor Dél-Amerikában élt kardfogú erszényesek egy neme volt. A Thylacosmilus szó jelentése „zsebkés”, utalva az egykori állatok nagy méretű szemfogaira. Magyarul erszényes kardfogú tigrisnek (vagy erszényes kardfogú macskának) is nevezik, mivel példányaik hasonlítottak a később megjelent kardfogú macskaformákhoz. A hasonlóság ellenére a Thylacosmilus nemnek nincs köze a macskafélékhez, mivel az előbbiek erszényesek, az utóbbiak pedig méhlepényesek. (Hasonló viszonyban vannak, mint a farkas és az erszényesfarkas.)
Magyar neve még azért is lehet helytálló, mert testalkatuk is a macskákéra emlékeztetett (ám karmaikat nem tudták behúzni). Ez a rendszertani nem jó példa a konvergens evolúcióra, amikor két, nem rokon fajnak a hasonló életkörülmények hatására hasonló adottságai fejlődnek ki. Az erszényes kardfogú tigrisek egyébként kb. akkorák voltak, mint a mai jaguárok és feltehetően Dél-Amerika füves, fás-füves térségein éltek.
A Thylacosmilus a miocén során, Dél-Amerikában jelent meg. Kialakulásában nagy szerepe lehetett annak, hogy a kontinens a jura óta elszigetelten fejlődött, így fejlett méhlepényes emlősök nem jutottak el rá a pliocén közepéig.
A nem a pliocén végén vagy a pleisztocén elején halt ki, nem sokkal azután, hogy a két Amerika közötti Panama-földhíd létrejött. Ezután történt a nagy amerikai faunacsere, amikor a földszorosnak köszönhetően Észak-Amerika fejlettebb méhlepényes ragadozói eljuthattak Dél-Amerikába és onnan kiszoríthatták az erszényesek nagy részét, köztük a Thylacosmilust is.